# I'd Do Anything
"I'd Do Anything" är det kanadensiska pop/punk bandet Simple Plans andra singel från debutalbumet No Pads, No Helmets...Just Balls från 2002. Låten handlar till stor del om uppbrott i ett förhållande med en flickvän, och ett desperat försök att få tillbaka henne.

## Låtlista
1. "I'd Do Anything" [Album Edit]

## Musikvideo
Musikvideon för låten kretsar runt ungdomar som försöker komma in på en konsert genom att först imponerar på dörrvakten. I Låten och videon hörs och syns också blink-182:s Mark Hoppus, som nu tillhör +44. Videon blev också en hit på MTV:s TRL.

## Listpositioner
| Land | Lista (2003)      | Position |
| ---- | ----------------- | -------- |
| USA  | Billboard Hot 100 | 51       |